# オフィス・ゲンキ
オフィス・ゲンキ株式会社は、日本の芸能プロダクション。芸能マネジメントのほか、音楽関連出版、肖像権管理を営む株式会社。1978年創業。本社は東京都目黒区。資本金は1000万円。代表取締役は松山千春。
1987年、社名を現行のオフィス・ゲンキ株式会社に変更。松山自身が代表取締役に就任、現在に至る。

## 概要
本社は東京都目黒区碑文谷4-24-15にあり、他に札幌支社を北海道札幌市中央区大通西10丁目4番地 南大通りビル4階に構える。商業登記上の本店所在地は東京であるものの、これはあくまで東京における渉外やファンクラブ「千春を見守る会」の受付窓口を担うことが殆んどで、興行企画・応募受付や事務手続は札幌支社で行うことのほうが多い。
スタッフは吉本興業東京支社のお笑い芸人タカアンドトシのトシの父親が同社のマネージャー職を務めていたほか、現在はトシの姉が同社に勤務している。
札幌芸術の森に隣接する「札幌アートヴィレッジ地区」に所在する滞在リゾート型の録音スタジオ「芸森スタジオ」（旧ファンハウス札幌スタジオ）を、札幌市のイベント会社「WESS」と共同で保有している。

## エピソード
前身会社「オフィス・パンタ株式会社」の名称は、初代代表取締役・山本詔治の「がに股」の風貌がパンタグラフを連想させることから命名された。
松山の心意気を反映し、財政破綻した北海道夕張市で1700人規模の無料チャリティコンサート「夕張応援コンサート」を2007年3月25日に開催するなど、利益を度外視したチャリティ目的の社会貢献を積極的に実施することで知られ、評価されている。
2001年4月期の法人所得を約7000万円と申告したところ、2002年7月に東京国税局の税務調査を受け、2001年4月期までの5年間にわたり松山のCD、ビデオ制作やイベントなどの企画の際、一部について制作会社に外注したように装い経費を水増し計上するなどしていたとして、約6000万円の所得隠しを指摘され、修正申告で重加算税を含め約4000万円を追徴された。この事件に関し一部では、同社が松山の節税目的会社化しているとの批判が持ち上がったり、当時政治問題化していた、松山の盟友・鈴木宗男に対する捜査に連動した国策介入だと指摘する声が上がった。
2010年9月15日、同社取締役であった田中眞紀がガンで死去、享年48。取締役社長である松山が葬儀委員長を務めた。

## 所属アーティスト
業務のほとんどは松山のコンサートやイベントなどの興行マネジメントに向けられている。
- 松山千春
- 佐伯三貴（プロゴルファー）
- だいすけ
- ikumi

### 過去に所属していたアーティスト
- 宇山基道 - 現在は山形県に在住。